# Hans Birkmeier
Hans Birkmeier (* 14. November 1930; † 7. Oktober 2009) war ein deutscher Bankmanager.

## Leben
Birkmeier trat 1955 in die Münchner Genossenschaftsbank Hausbank München ein, die zeitlebens seine berufliche Wirkungsstätte blieb. Er promovierte 1961 an der Hochschule für Wirtschafts- und Sozialwissenschaften in Nürnberg. 1971 wurde er in den Vorstand der Bank berufen und stand ihr von 1990 bis 1996 als Vorstandssprecher vor. Nach seinem Ausscheiden aus dem Vorstand blieb er als Ehrenmitglied des Aufsichtsrates beratend tätig.
Von 1999 bis 2006 war er Geschäftsführer der Haus & Grund Bayern Verlag und Service GmbH und sorgte in dieser Funktion erfolgreich für die Verbreitung der Bayerischen Hausbesitzer-Zeitung. Zugleich gehörte er bis zu seinem Tod dem Hauptausschuss des Haus- und Grundbesitzervereins München an.
Über seinen beruflichen Wirkungskreis hinaus trug Birkmeier in den Jahren nach dem Zweiten Weltkrieg wesentlich zum Aufbau einer unabhängigen Interessenvertretung des selbständigen Mittelstandes in Bayern im Bund der Selbständigen bei. Von 1971 bis 2002 war er dessen Landesschatzmeister.

## Ehrungen
- 1999: Goldene Ehrennadel des Bundes der Selbständigen – Gewerbeverband Bayern
- 2002: Verdienstkreuz am Bande der Bundesrepublik Deutschland
- Ehrenmitglied des Präsidiums des Bundes der Selbständigen – Gewerbeverband Bayern

## Werke
- Die Bankkostenrechnung und ihre Beziehungen zur Bankorganisation. Unter besonderer Berücksichtigung der Betriebsstruktur der Kreditgenossenschaften, Nürnberg, Hochschule für Wirtschafts- und Sozialwissenschaften, Diss., 1961

| Personendaten    | Personendaten         |
| ---------------- | --------------------- |
| NAME             | Birkmeier, Hans       |
| KURZBESCHREIBUNG | deutscher Bankmanager |
| GEBURTSDATUM     | 14. November 1930     |
| STERBEDATUM      | 7. Oktober 2009       |